# ۳ (میلادی)
۳ (میلادی) سومین سال تقویم میلادی است.

## رویدادها
- حکومت امپراتور آگوستوس برای یک دورهٔ ده‌ساله تمدید شد.
- پنج قبیلهٔ آلمانی تحت فرمان ماربد شاه مارکومان‌ها متحد شدند. این اتحاد تهدیدی مستقیم در مناطق سیلزی و زاکسن برای روم بود.
- یوری (پادشاه گوگوریو) پایتخت خود را از قلعهٔ جولبون به شهر گونگنائه منتقل کرد.

## زادگان
- بان بیائو، مورخ چینی (درگذشتهٔ ۵۴)

## درگذشتگان
‎